# Norra Vånga kyrka
Norra Vånga kyrka är en kyrkobyggnad som sedan 2018 tillhör Varabygdens församling (2002–2018 Kvänums församling och tidigare Norra Vånga församling) i Skara stift. Den ligger i Vara kommun.

## Kyrkobyggnad
Kyrkan uppfördes 1876 av byggmästaren Anders Pettersson i Värsås efter Johan Adolf Hawermans ritningar. Den tidigare romanska sandstenskyrkan hade då rivits. Kyrkan har latinsk korsplan. Fasaden är i vit puts med gult tegel som dekor. Det höga tornet utgör ett landmärke. Interiören har bevarat sin ursprungliga karaktär.

## Inventarier
- Helgonbild i form av en träskulptur, föreställande Petrus, från sent 1200-tal som kallas Kornguden från Norra Vånga. Denna skulptur sades ha en undergörande kraft och bars i procession över åkrarna i Vånga så sent som 1826, långt innan kyrkan byggdes. Förvaras i Västergötlands museum.
- En tronande madonnaskulptur från omkring 1200 utförd i ek. Höjd 115 cm. Förvaras i Västergötlands museum.[1]
- En dopfunt från 1200-talet, förvaras i Västergötlands museum.
- En dopfunt i driven mässing från 1400-talets slut.
- En medeltida kalk i gotisk stil.

### Klockor
Kyrkan har två sannolikt senmedeltida klockor som saknar både märken och inskrifter.

### Orglar
- 1748 byggde Jonas Wistenius, Linköping en orgel med 9 stämmor.
- Den nuvarande orgeln är byggd 1879 av Salomon Molander & Co, Göteborg och den är mekanisk. Den har en fast kombination. Den står på västra läktaren och är en romantisk orgel. Den samtida fasaden är delvis ljudande.[3]

| Huvudverk I         | Svällverk II        | Pedal      | Koppel |
| Principal 16´ D     | Rörflöjt 8´         | Subbas 16´ | I/P    |
| Borduna 16´         | Vox Retusa 8´       | Violon 8´  | II/I   |
| Principal 8´        | Salicional 8´       | Octava 4'  |        |
| Flûte harmonique 8' | Flüte octaviante 4' | Basun 16'  |        |
| Fugara 8'           | Crescendosvällare   |            |        |
| Octava 4'           |                     |            |        |
| Kvinta 2 2/3'       |                     |            |        |
| Octava 2'           |                     |            |        |
| Trumpet 8'          |                     |            |        |

- Kororgeln är byggd 1961 av Nordfors & Co, Lidköping och är en mekanisk orgel. Den står i södra sidokapellet.[4]

| Manual        | Pedal   |
| Gedackt 8´    | Bihängd |
| Rörflöjt 4'   |         |
| Principal 2'  |         |
| Nasat 1 1/3'  |         |
| Scharf 2 chor |         |

## Övrigt
- I prästgårdsträdgården står en av landets äldsta runstenar, Västergötlands runinskrifter 65, daterad till 500-talet. Den var fram 1936 inmurad i kyrkan.
- Några hundra meter från kyrkan finns den hedniska offerkällan Jungfru Marie källa. Här offrade man förr mynt och bröd på midsommarafton för att få bra skörd.[5].

## Bilder

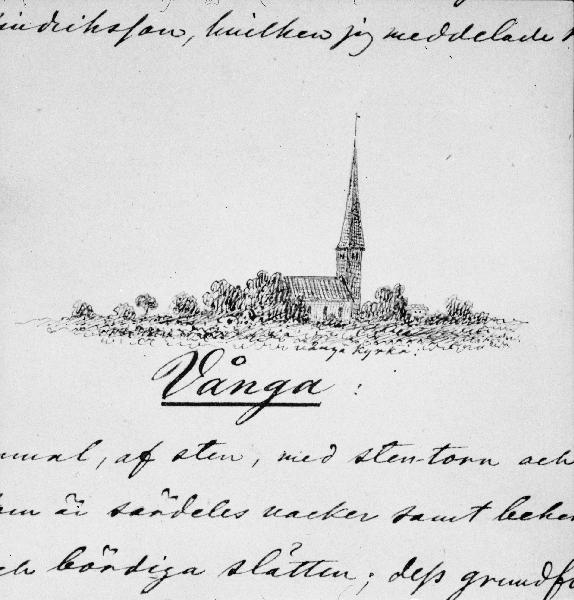
Teckning av den rivna kyrkan 1863.
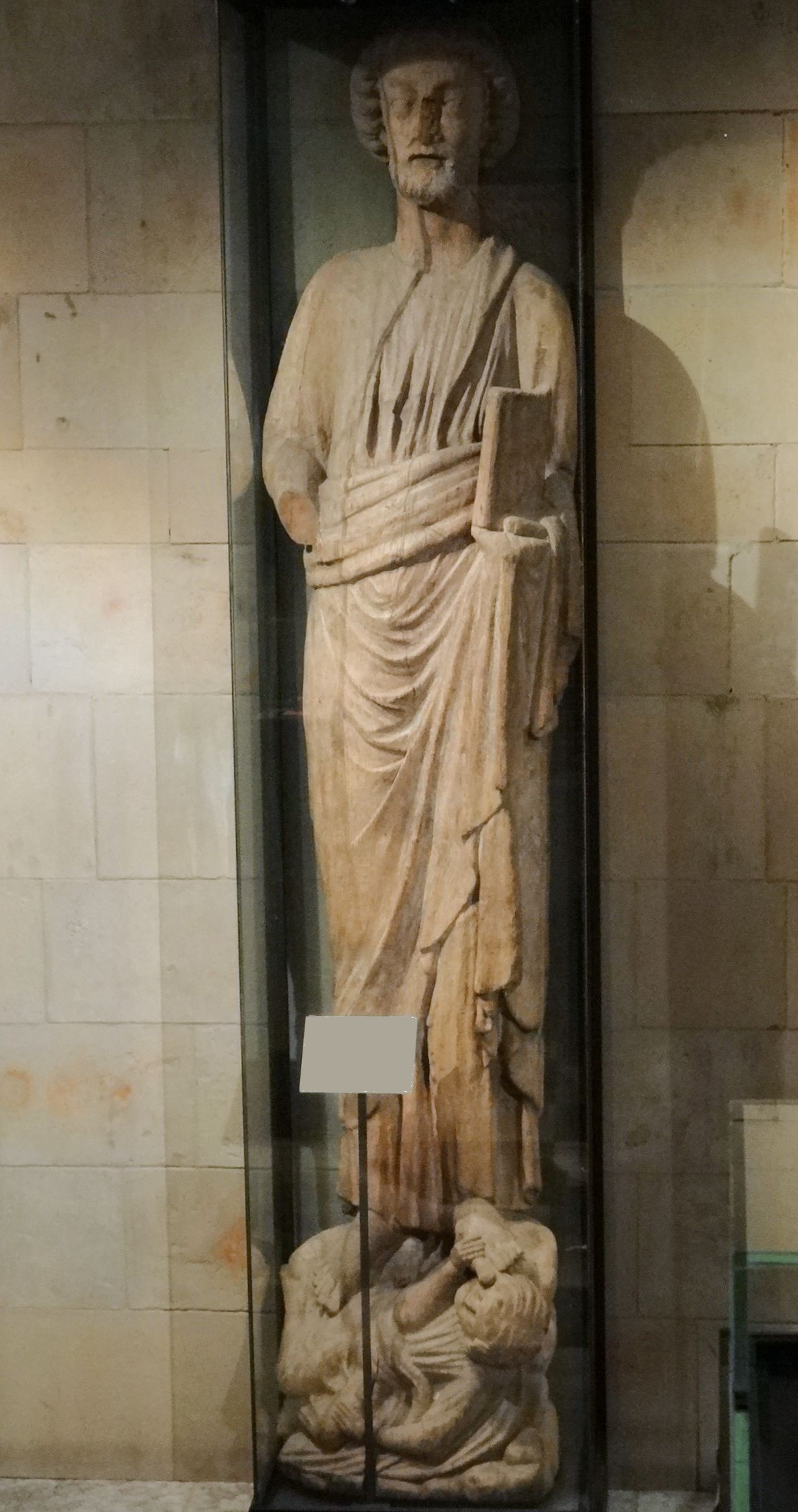
Kornguden från Norra Vånga.
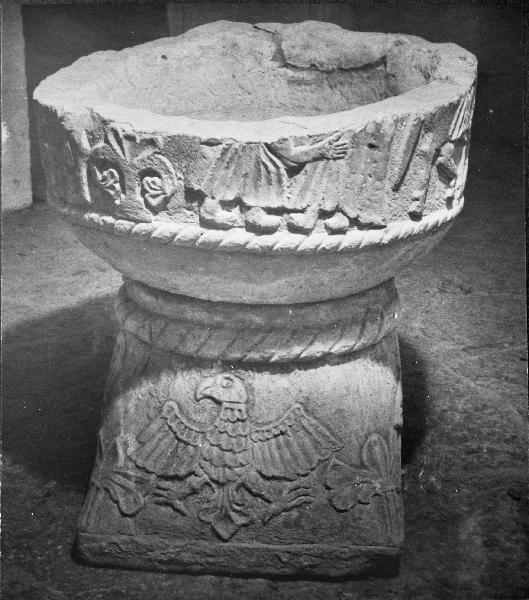
Dopfunten.
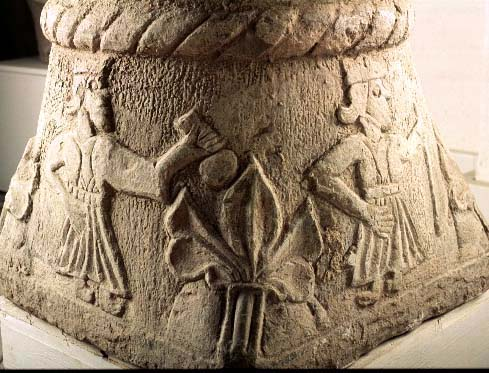
Dopfuntens fot
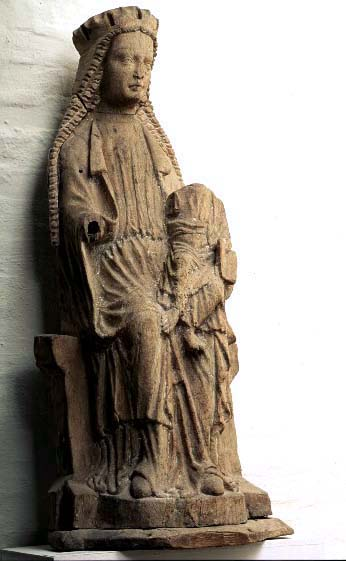
Madonna